# 33903 Youssefmoulane
33903 Youssefmoulane è un asteroide della fascia principale. Scoperto nel 2000, presenta un'orbita caratterizzata da un semiasse maggiore pari a 2,760596 UA e da un'eccentricità di 0,313058, inclinata di 15,440648° rispetto all'eclittica. Ha un diametro di 18,302 km. Ha un periodo di rotazione di 14,4 ore.